# François II (roi des Deux-Siciles)
Pour les articles homonymes, voir François II.
François II, né le 16 janvier 1836,  à Naples et mort le 27 décembre 1894 à Arco, en Autriche-Hongrie (aujourd'hui dans le Trentin), est le dernier roi du royaume des Deux-Siciles, entre 1859 et 1861, avant l'unification italienne et la création du royaume d'Italie. Destitué de son titre après l'invasion de son royaume par les troupes de Garibaldi, il mène avec son épouse, Marie-Sophie en Bavière, la résistance face à l'envahisseur depuis Gaëte.
Après la défaite, le roi se réfugie avec son épouse à Rome où ils maintiennent un gouvernement en exil, reconnu par certaines puissances catholiques, comme l'Espagne, l'Autriche et la Bavière. Après la victoire des Prussiens contre l'Autriche en 1866, lors de la guerre austro-prussienne, et l'expansion ultérieure du territoire italien, le roi met un terme à son gouvernement et quitte Rome avant son occupation par les garibaldiens en 1870.

## Famille
François II des Deux-Siciles est le fils du roi Ferdinand II et de sa première épouse, Marie-Christine de Savoie, fille du roi de Sardaigne, morte en le mettant au monde (béatifiée en 2014). Il est donc élevé par l'archiduchesse Marie-Thérèse de Habsbourg-Lorraine-Teschen (née Marie-Thérèse d'Autriche), seconde épouse de son père. Il reçoit de sa belle-mère et de son père une éducation fortement religieuse, dispensée par des pères jésuites. 
Il épouse à Bari le 3 février 1859 Marie-Sophie en Bavière, sœur de l'impératrice d’Autriche, qui s’avéra une épouse forte et courageuse pendant les vicissitudes du court règne de son mari. Après des débuts plutôt difficiles, le couple n'a qu'une fille, morte à trois mois :
- Christine Pia Marie Anne Isabelle Nathalie, née au palais Farnèse, Rome, le 24 décembre 1869 et morte au même lieu le 28 mars 1870[4]. Elle est tenue sur les fonts baptismaux, le 29 décembre, par le pape Pie IX et par Marie-Anne de Sardaigne, impératrice douairière d'Autriche[4].

## Règne

### Accession
François II monte sur le trône à l'âge de 23 ans, après la mort prématurée de son père. Il gouverne sous la férule de sa très autoritaire et très conservatrice belle-mère, la reine Marie-Thérèse. Cette dernière, anti révolutionnaire, est farouchement opposée à la réunification italienne et réprime les mouvements républicains qui soutiennent l'action de Garibaldi.

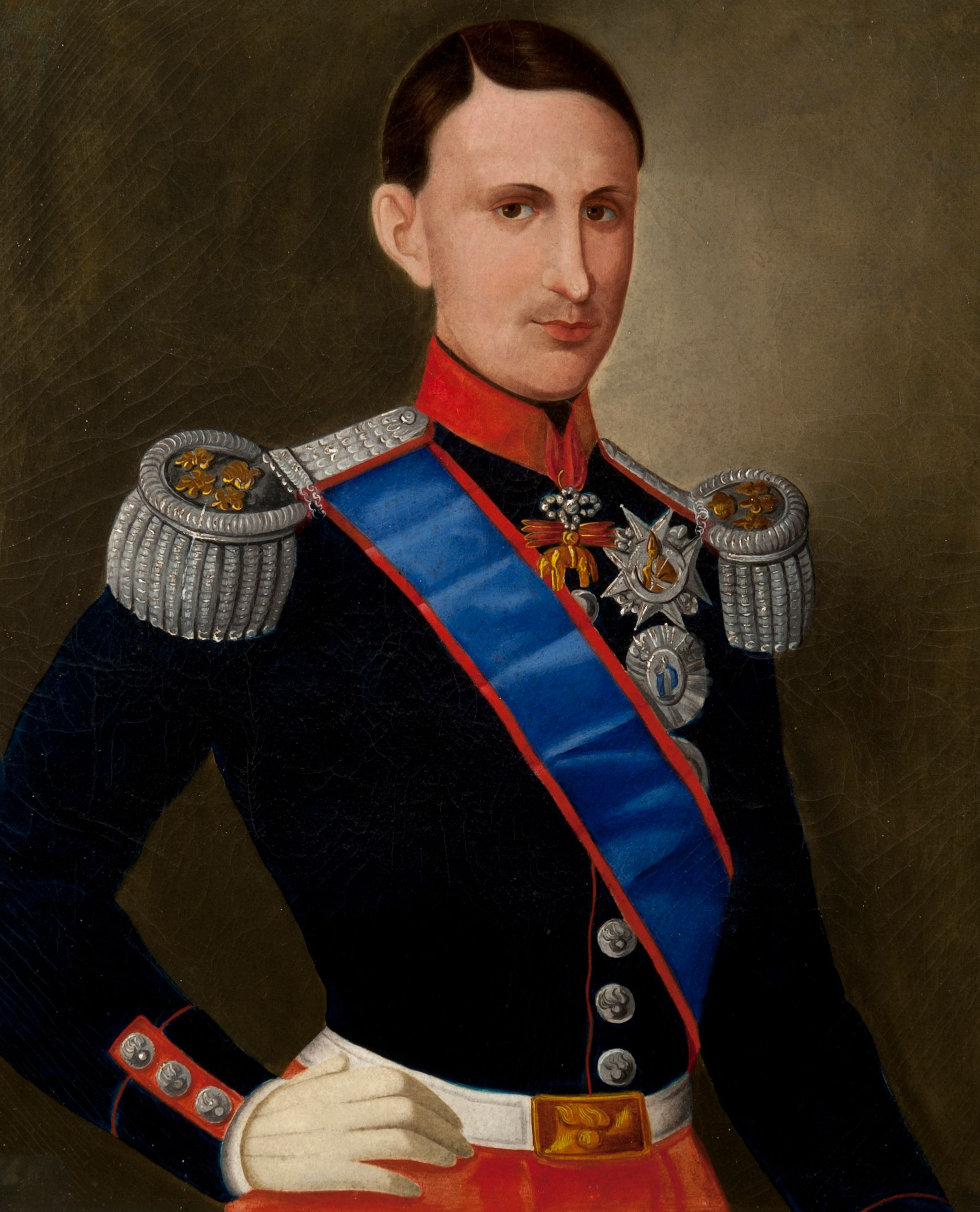
Portrait de François II vers 1859.

En mars 1860, il ne reste, dans ce qui constitue la future Italie, que trois États : le royaume de Piémont-Sardaigne, les États pontificaux et le royaume des Deux-Siciles, auxquels il faut ajouter l'empire d'Autriche de François-Joseph qui possède encore de solides intérêts dans la péninsule italienne, avec la Vénétie, le Trentin, le Frioul et la région de Mantoue. Par ailleurs, la France tient à la fois le rôle de puissance protectrice du Pape et de principal allié du royaume de Piémont-Sardaigne, dont elle verrait cependant bien le territoire se limiter à l'Italie septentrionale. Cette ambiguïté permet à l'empereur Napoléon III de conserver une influence importante sur les affaires italiennes, influence qui se révèle décisive en 1860. En effet, Napoléon III empêche, par son absence de soutien, une action du royaume de Sardaigne contre l'Autriche, et une action contre Rome par son opposition explicite. Il ne reste donc pour le Piémont qu'une seule cible : Naples.

### Politique interne
Plusieurs rébellions ont éclaté dans le royaume des Deux-Siciles dans la première moitié du XIXe siècle, toutes réprimées par les Bourbons : l'insurrection de 1820, la révolution calabraise de 1847, la révolution indépendantiste sicilienne de 1848, l'insurrection calabraise de la même année, et le mouvement constitutionnel de Naples, toujours en 1848.
D'un point de vue militaire, maintenir des liens étroits avec l'empire d'Autriche est fondamental pour les Deux-Siciles. Par deux fois, les Bourbons retrouvent leur trône grâce à l'intervention des armées autrichiennes : en 1815, l'Autrichien Federico Bianchi défait l'armée de Joachim Murat, beau-frère de Napoléon, lors de la bataille de Tolentino et, en 1821, l'Autrichien Johann Maria Philipp Frimont bat les troupes de Guglielmo Pepe lors des batailles de Rieti et d'Antrodoco.

### Les mazziniens et la Sicile

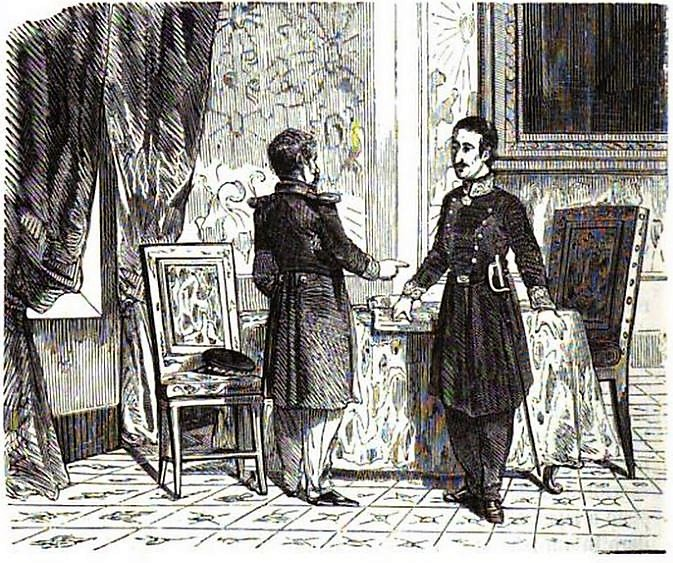
François II et l'ambassadeur français Anatole Brénier de Renaudière.

En 1860, la seule force opposée aux Bourbons qui montre sa volonté de prendre les armes est l'autonomisme sicilien. Les souvenirs de la longue révolution de 1848 sont encore vifs dans l'île, où la répression par les Bourbons a été particulièrement dure. Par la suite, les tentatives du gouvernement napolitain de parvenir à un règlement politique sont restées sans effet. L'intolérance ne se limite pas aux classes dirigeantes, mais concerne une grande partie de la population urbaine et rurale qui s'associe au Risorgimento, comme le prouve leur adhésion dans les rangs des volontaires de Garibaldi de Marsala à Messine, jusqu'à la bataille du Volturno.
Beaucoup de cadres dirigeants de la révolution de 1848 (y compris Rosolino Pilo et Francesco Crispi) ont fui à Turin. Ils participent à la deuxième guerre d'indépendance et adoptent une position politique résolument libérale et unitaire. Ce sont ces mazziniens qui voient, dans la Sicile insurrectionnelle, dans l'intervention de Garibaldi et dans la maison de Savoie, les éléments de base pour le succès de la cause unitaire. Le 2 mars 1860, Giuseppe Mazzini écrit une lettre d'incitation à la rébellion aux Siciliens et déclare : « Garibaldi est tenu d'accourir ». 

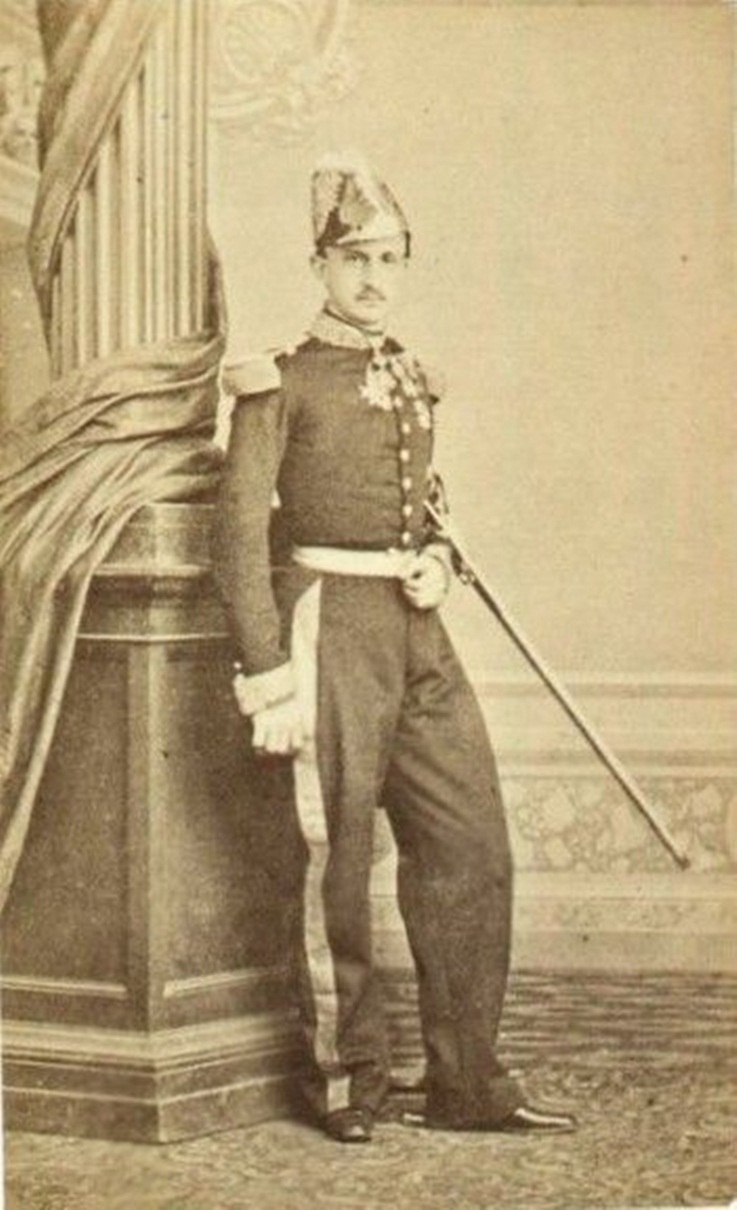
Photographie de François II.

Début mars, Pilo s'adresse à Garibaldi, d'abord en lui demandant des armes, puis en l'invitant à une intervention directe. Garibaldi juge inopportun tout mouvement révolutionnaire qui n'a pas une bonne chance d'aboutir. Il veut conduire la révolution si elle est demandée par le peuple, et au nom de Victor-Emmanuel II (Italia e Vittorio Emanuele),. Avec l'aide des populations locales et le soutien du Piémont, Garibaldi peut éviter l'échec comme les désastres des actions précédentes des frères Bandiera et de Carlo Pisacane.
Bien qu'il n'ait pas reçu le soutien de Garibaldi, Pilo se rend en Sicile le 25 mars avec l'intention de préparer le terrain pour une future expédition. Accompagné de Giovanni Corrao, un autre mazzinien, Pilo arrive à Messine et prend immédiatement contact avec les représentants des familles les plus importantes. De cette manière, il obtient l'appui des propriétaires fonciers. Les barons, en fait, une fois la force expéditionnaire débarquée, mettent à disposition leurs bandes, les . 

### La révolte de la Gancia
La révolte débute le 4 avril à Palerme par un épisode immédiatement réprimé qui a pour protagonistes, sur le terrain, Francesco Riso et, loin du théâtre d'opération, Francesco Crispi, qui coordonne l'action des révoltés depuis Gênes. En dépit de son échec, l'action donne naissance à une série de manifestations et d'insurrections, dont la marche de Rosolino Pilo de Messine à Piana dei Greci du 10 au 20 avril. À ceux que Pilo rencontre le long du parcours, il annonce qu'ils doivent se tenir prêts « à l'arrivée de Garibaldi ». La nouvelle du soulèvement est confirmée sur le continent par un télégramme chiffré envoyé par Nicola Fabrizi le 27 avril. Le contenu du message n'est guère encourageant et accroît l'incertitude de Garibaldi au point qu'il renonce, dans un premier temps, à l'idée d'une expédition. Pour ceux qui soutiennent l'entreprise, c'est une déception. Francesco Crispi, qui avait décodé le télégramme, prétend s'être trompé et en fournit une nouvelle version, vraisemblablement falsifiée, qui convainc Garibaldi d'entreprendre l'expédition,.

### Débarquement de Garibaldi

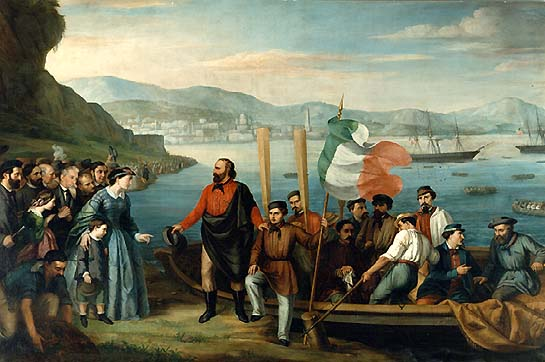
Le début de l'expédition : l'embarquement à Quarto, un quartier de Gênes.

Le 7 mai, ne disposant pas de munitions, ni de poudre, Garibaldi décide de s’arrêter à Talamone, sur la côte toscane, où il sait qu'il y a un fort militaire. En plus de munitions, il y récupère trois vieux canons et une centaine de carabines de la garnison de l’armée sarde stationnée dans le fort.
Le 8 mai, Cavour, inquiet des agissements de Garibaldi, ordonne (par l’intermédiaire du gouverneur de Cagliari) au commandant des forces navales sardes Carlo Pellion di Persano, qui est à la tête d’une division composée de trois frégates, d’arrêter l’expédition des Mille si Garibaldi fait escale dans un port de la Sardaigne, mais de ne pas s’interposer s’il poursuit sa route.
Un deuxième arrêt est effectué le 9 mai, dans les environs de Porto Santo Stefano (le chef-lieu de Monte Argentario), pour l’approvisionnement en charbon. Garibaldi obtient des armes et du charbon de manière officielle, en sa qualité de major-général de l’armée royale, titre qu'il a obtenu lors de la campagne de 1859.
Pour éviter les navires bourboniens, Garibaldi suit une route inhabituelle, se dirigeant vers l’île de Marettimo donnant ainsi le sentiment de vouloir faire escale en Tunisie. Garibaldi a l’intention de débarquer à Sciacca, mais il se déroute vers Marsala en apprenant de l’équipage d’un voilier anglais et d’un bateau de pêche que le port de la ville n'est pas protégé par les navires bourboniens. Les bateaux à vapeur arrivent le 11 mai pendant que la diplomatie piémontaise s’unit au chœur européen de protestations contre l’acte de piraterie du « bandit Garibaldi » : tel est le statut juridique de Garibaldi pour le Piémont. À Marsala, les garibaldiens ne reçoivent pas l’accueil espéré : la population montre peu d’enthousiasme, inquiète du débarquement de cette horde de conquistadors avec laquelle elle ne veut pas se compromettre. Leurs forces augmentent grâce aux débarquements successifs de troupes sardes habillées en civil et à la libération des prisonniers extraits des geôles bourboniennes, .

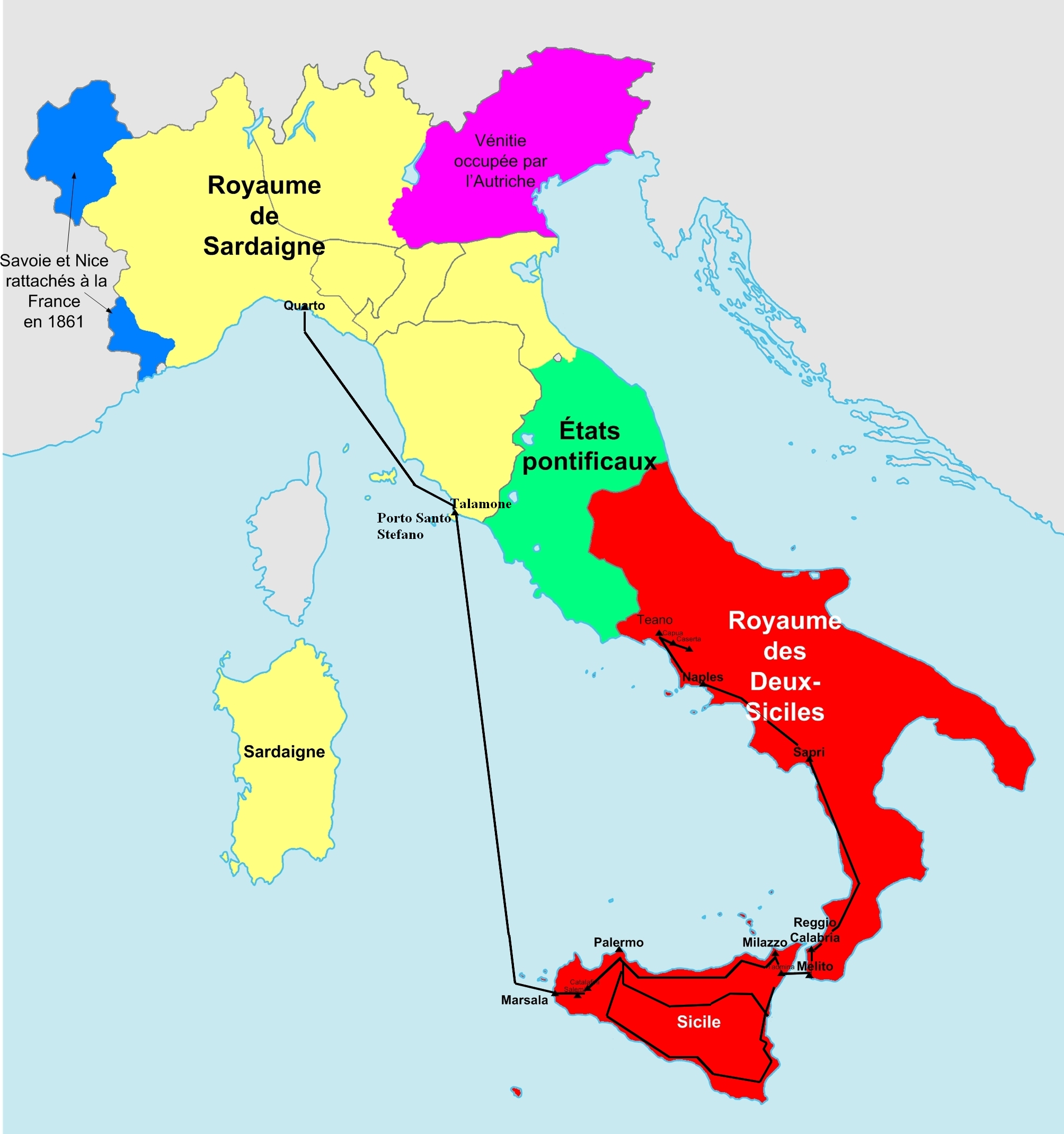
Le parcours de l’expédition.

Le débarquement de Garibaldi est favorisé par plusieurs circonstances, notamment la présence dans le port de Marsala de deux navires de guerre de la Royal Navy, l’Intrepid et l’Argus, venus protéger les entreprises britanniques de la localité, les magasins vinicoles Woodhouse et Ingham. L'action du commandant Acton de la marine royale des Deux-Siciles, aux commandes du Stromboli, s'en trouve entravée, et cette présence retarde l'arrivée des bateaux de guerre bourboniens dans les eaux de Marsala,. Les bombardements du Stromboli et du Partenope débutent alors que les garibaldiens ont déjà débarqué, ce qui s'avère stérile,.
En outre, les commandants bourboniens, ignorant les recommandations des services de renseignement napolitains, à peine un jour avant le débarquement, ont fait rapatrier à Palerme la colonne du général Letizia et du major d'Ambrosio pour faire face à la menace insurrectionnelle dans la capitale sicilienne.
Le 12 mai, les garibaldiens quittent Marsala et progressent rapidement et facilement vers l'intérieur de l'île. Dans les jours qui suivent, un millier de volontaires siciliens se joignent à l'expédition, dont des prêtres franciscains. Les volontaires sont regroupés au sein d’une nouvelle structure militaire, les chasseurs de l'Etna.
Le 14 mai 1860 à Salemi, après un accueil enthousiaste qui le rassure quant à la participation de la population, Garibaldi déclare assurer la dictature de la Sicile au nom de Victor-Emmanuel II.
Le 21 juin 1860, Garibaldi occupe définitivement la capitale de l'île. La nouvelle se diffuse dans le monde et l'opinion publique prend fait et cause pour l'expédition. Au Royaume-Uni, les ouvriers de Glasgow et de Liverpool offrent des journées de travail afin de soutenir l'expédition. L'Illustration envoie Jules Duvaux comme envoyé spécial et le peintre Durand-Brager est employé par Le Monde illustré. Le Siècle lance un appel pour la récolte de fonds et l'enrôlement de volontaires.
Le 1er juin, un navire d'approvisionnement, L'Utile, débarque à Marsala avec 89 hommes sous le commandement de Carmelo Agnetta, 1 000 fusils et beaucoup de munitions. Le 7 juin, 1 500 fusils fournis par les Britanniques arrivent de Malte. Le 18 juin, à Castellammare del Golfo, la seconde expédition provenant de Gênes, commandée par le général Giacomo Medici, débarque à Marsala. Elle se compose de trois navires, transportant environ 3 500 volontaires, 8 000 fusils modernes et des munitions. Les 5 et 7 juillet, 1 800 nouveaux volontaires commandés par Enrico Cosenz débarquent à Palerme, suivis par plusieurs centaines de volontaires, puis de 2 000 Lombards sous le commandement de Gaetano Sacchi le 19 juillet.

### Résistance des Bourbons

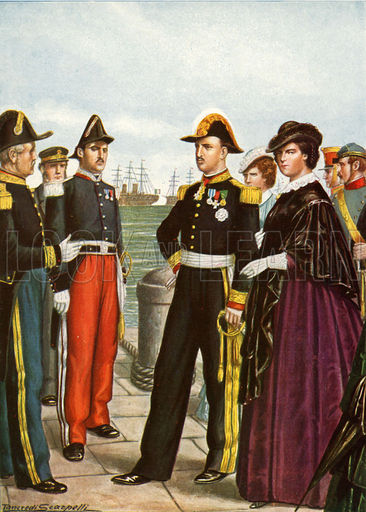
Le roi François II et la reine Marie-Sophie quittant Naples pour la forteresse de Gaëte.

Le soir du 6 septembre 1860, sur conseil du directeur de la police Liborio Romano, François II quitte Naples à bord du bateau de guerre Il Messaggero accompagné de son épouse la reine Marie-Sophie et de sa suite composée du prince Nicola Brancaccio di Ruffano, le comte Francesco de la Tour, le marquis Imperiali, la duchesse de San Cesareo, le duc de San Vito, Emanuele Caracciolo, le maréchal Riccardo de Sangro, prince de San Severo, l'amiral Leopoldo del Re, le maréchal Giuseppe Statella, le maréchal Francesco Ferrari, ainsi que 17 nobles qui constituent ses gardes du corps, sans tenter la moindre résistance.
La flotte sicilienne, commandée par l'amiral Louis de Bourbon-Siciles, comte d'Aquila et oncle de François II, présent dans la rade de Naples, refuse de suive le Il Messaggero ainsi les seuls navires militaires qui accompagnent le roi à Gaète sont le Partenope et l'aviso Delfino, qui prend à son bord les archives personnelles du roi et les bagages de la famille royale et de la cour, escortée du Procida et du bateau espagnol Colòn avec à son bord le diplomate Salvador Bermúdez de Castro O'Lawlor.

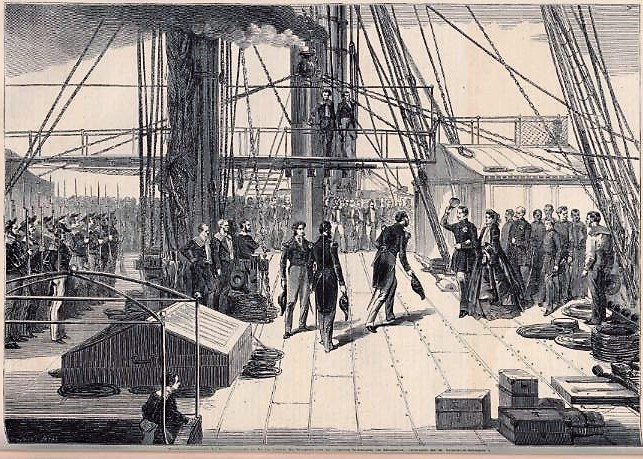
Le roi et la reine s'embarquant pour Gaëte.

François II arrive à Gaëte le 7 septembre 1860 à 6 heures. Il est suivi des diplomates étrangers présents à la cour : le nonce apostolique (en) Pietro Gianelli, le ministre de la Russie, le prince Volkonskij, le ministre de l'Autriche et le personnel diplomatique du Brésil, de la Russie et de la Prusse. Le roi, parmi ses premiers actes, nomme comme nouveau chef du gouvernement le général Casella, ministre des Finances le baron Salvatore Carbonelli, ministre de la Marine l'amiral Leopoldo del Re, ministre de la Justice le duc de Lauria, don Pietro Calà Ulloa, et enfin il envoie des télégrammes dans tout le royaume des Deux-Siciles pour informer que le gouvernement du royaume réside à Gaëte.

### Siège de Gaëte

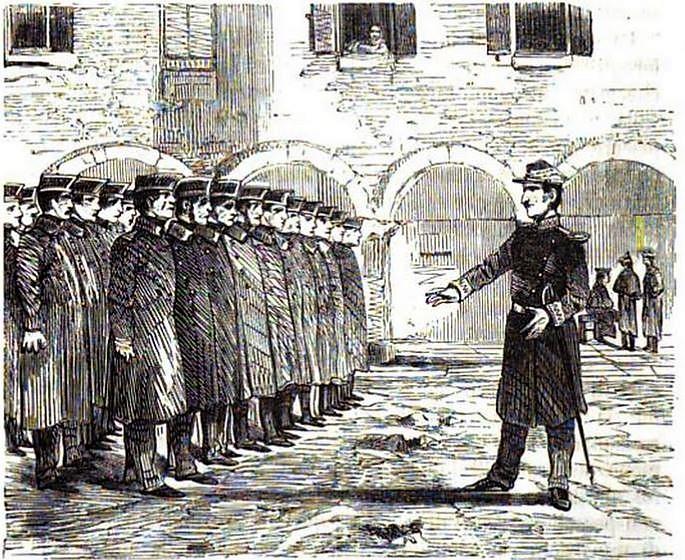
François II s'adressant à ses troupes.

Les hostilités sur terre contre les siciliens réfugiés à Gaëte commencent le 11 novembre 1860, bien que le siège commence réellement le 13 novembre 1860. Le 28 novembre, 400 soldats siciliens, emmenés par le général Bosco, tentent une sortie sur les collines des Cappuccini. Le coup de main réussit à grands frais en vies humaines, y compris celle du lieutenant-colonel Migy, et met en fuite les bersagliers sardes qui s'étaient installés sur le lieu. Le 4 décembre, l'armée sicilienne fait une seconde sortie en dehors des murs de la forteresse sous une pluie torrentielle, avec une équipe de 120 chasseurs qui dynamitent un groupe de maisons afin de cacher la vue à une batterie d'artillerie sarde, la forçant ainsi à prendre une nouvelle position plus en arrière. Début décembre une épidémie de typhus se propage à l'intérieur de la forteresse qui commence à faire des victimes parmi les militaires et les civils qui viennent s'ajouter aux bombardements des sardes. Le 8 décembre, le roi François II, à l'occasion de la fête de l'Immaculée Conception publie une proclamation dans laquelle il dénonce l'agression sarde, le roi Victor-Emmanuel II de Savoie se rend en visite à Mola di Gaeta, aujourd'hui Formia, pour voir comment se passe le siège.
La trêve dure jusqu'à la nuit du 12 au 13 décembre, quand des soldats siciliens quittent la forteresse ce qui est interprété, par les Sardes, comme une tentative hostile à leur égard et ils ouvrent le feu. De leur côté, les soldats présents à l'intérieur des murs de Gaëte, entendant des tirs à l'extérieur, pensent que les Sardes attaquent ce qui provoque un échange de tirs pendant trois heures.

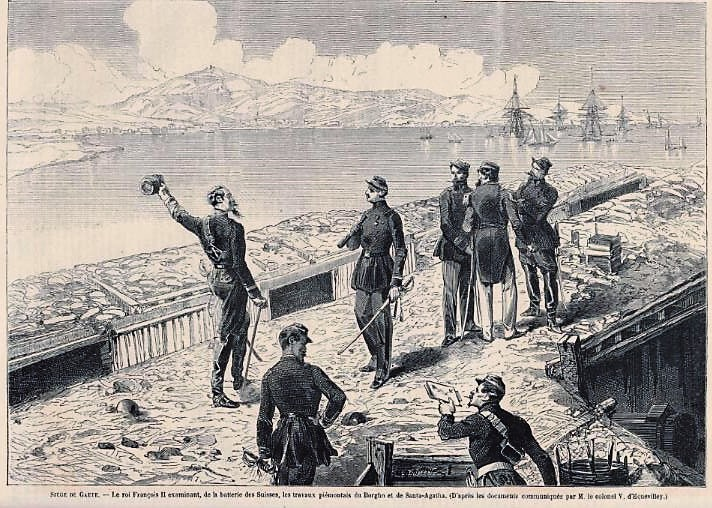
Siège de Gaète.

Le 13 décembre, le roi François II fait porter à Messine, auprès du général Fergola, la somme de 30 000 ducats pour soutenir la troupe. L'aide de camp du roi, le lieutenant général Caracciolo, duc de San Vito, meurt du typhus. Le 14 décembre, le roi décide de dissoudre deux régiments de la Garde royale, car trop nombreux par rapport à l'effort de guerre du moment, et aussi congédie environ 50 soldats de chaque bataillon de chasseurs. Ainsi 4 500 hommes sont renvoyés des troupes siciliennes qui s'embarquent dans les navires français Proti et Étoile avec de la nourriture pour trois jours et une solde de huit jours. Leur destination Terracina et la promesse de rejoindre dès que possible leur pays d'origine en attendant le développement des événements. À ce stade, la force des défenseurs de Gaëte passe à 12 300 soldats, 993 officiers et environ 1 000 chevaux, tandis que les attaquants se maintiennent à environ 15 500 soldats et 800 officiers. Le 15 décembre, le bombardement de Gaëte devient plus intense et violent, frappant non seulement les objectifs militaires, mais aussi les objectifs civils, comme les hôpitaux, les églises et les habitations, afin d'abattre le moral des assiégés et de faciliter la chute de Gaëte. Le 23 décembre 1860, par une journée de pluie fine, les siciliens parviennent à faire arriver à Gaëte deux navires chargés de nourriture en provenance de Marseille. Le 25 décembre, il neige sur Gaëte et malgré le jour solennel, les bombardements continuent. L'amiral Lebarbier de Tinan soumet au roi de Sicile une nouvelle proposition qui est une nouvelle fois repoussée.
Le 19 janvier 1861 les navires de guerre étrangers présents dans le port, qui jusqu'alors avaient empêché le blocus de la forteresse par la mer, s'en vont à la suite d'un accord secret entre Cavour et Napoléon III. Le même jour, la flotte de la Maison de Savoie, encore présente à Naples, navigue vers Gaëte et mouille à Mola di Gaeta. Cette flotte, sous le commandement de l'amiral Carlo Pellion di Persano, est composée de dix navires la guerre : Maria Adelaide (navire amiral), Costituzione, Ardita, Veloce, Carlo Alberto, Confienza, Vittorio Emanuele I, Monzambano, Garibaldi (ex vaisseau sicilien) et Vinzaglio.
Le 21 janvier 1861 alors que le navire français Dahomey s'éloigne de Gaëte avec environ 600 civils à son bord, à 8h30 un navire de guerre sarde battant le drapeau diplomatique s'approche de Gaëte et pénètre dans le port. Il a à son bord le général Luigi Federico Menabrea pour tenter de négocier une reddition, mais reçoit à nouveau une fin de non-recevoir. Le général Cialdini ordonne, alors, le début du blocus de Gaëte, aussi par mer.
Le 22 janvier 1861, la flotte sarde commence à collaborer avec les forces assiégeant par voie terrestre en bombardant, depuis la mer, la forteresse de Gaëte. Elle bloque et repousse tous les navires étrangers qui tentent d'accoster dans le port en vue d'empêcher l'approvisionnement en nourriture, en armes et en soldats. Pendant la matinée, toutes les batteries de la forteresse ouvrent le feu sur les batteries sardes, encouragées par les orchestres militaires qui jouent l'hymne national. Les tirs sont si précis que les sardes sont obligés de se mettre en retrait afin d'éviter leur destruction, la poudrerie de la colline des Cappuccini est touchée. La flotte sarde intervient sans succès afin d'aider les troupes terrestres mais sans trop s'approcher craignant d'être touchée. Les assiégés, pour tromper la flotte ennemie et l'amener à portée de feu commence à taquiner les marins sardes. Certains navires tombent dans le piège et s'approchent plus qu'ils ne devraient afin de frapper les remparts, c'est ainsi que navires de guerre Confienza, Vinzaglio et Saint-Bon sont sérieusement endommagés.

### Disparition du royaume

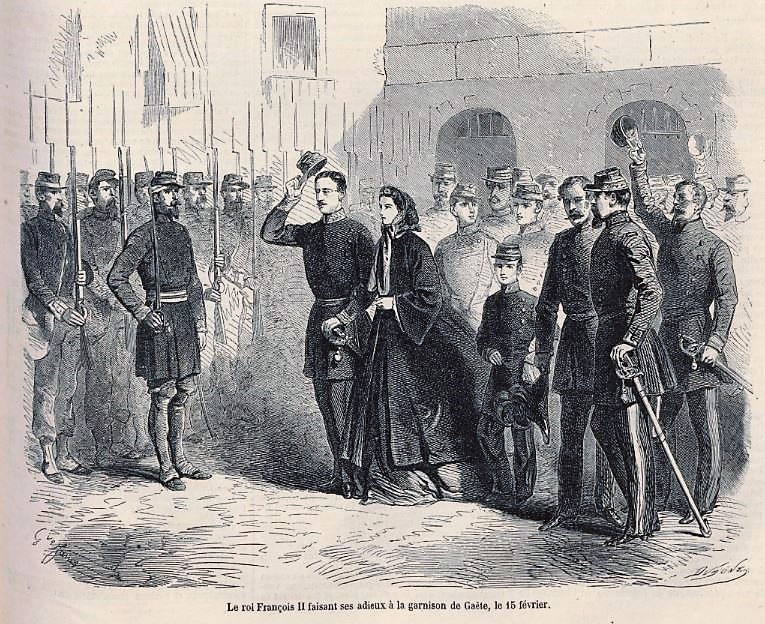
La famille royale quittant Gaëte le 14 février 1861.

Le 4 février 1861, la poudrerie de Cappelletti est touchée par l'artillerie sarde de Casa Occagno où se trouvent 180 livres de poudre, et l'héroïsme de quelques artificiers permet d'empêcher que le feu se propage à la poudrerie de Transilvania. Le 5 février 1861 à 16 heures, l'entrepôt de munitions de la batterie de San Antonio explose, créant une brèche dans les remparts large de 30 à 40 mètres, la perte de plus de 7 tonnes de poudre et environ 42 000 cartouches. L'effondrement tue 316 artilleurs napolitains et 100 civils. Les artilleurs sardes se réjouissent des graves dommages causés dans la défense sicilienne et commencent à crier « Vive l'Italie ! » si fort que cela s'entend jusqu'à l'intérieur des murs de Gaëte.
Le 6 février, une trêve est convenue entre les deux parties, elle permet pendant 48 heures d'enterrer les morts, de secourir les blessés et d'évacuer 200 soldats siciliens blessés et malades dans deux navires sardes.
En raison des conditions sanitaires, du typhus et de la fatigue des troupes, le commandant de Gaëte, le général Ritucci, convoque le conseil de défense, auquel participent 31 officiers supérieurs et le 11 février 1861, le roi François II, afin d'épargner ses troupes, donne mandat au gouverneur de la place-forte de négocier la reddition de la forteresse de Gaëte. Une poignée d'officiers siciliens, composée du général Antonelli, du brigadier Pasca et du lieutenant-colonel Delli Franci, se rendent à Mola di Gaeta par la mer pour négocier la reddition pendant deux jours.
Le 13 février 1861 à 18 h 15, l'artillerie des deux côtés cesse ses tirs, le cessez-le-feu entrant en vigueur à la suite de la signature de la capitulation de la garnison. La garnison sort avec les armes et les honneurs.
Le 14 février à 8 heures, alors que les troupes sardes pénètrent dans la forteresse de Gaëte et qu'ils se rassemblent sur le mont Orlando comme prévu par les accords de capitulation, le roi François II et la reine Marie-Sophie suivi des princes et ministres, après avoir reçu les derniers honneurs militaires par les troupes siciliennes et par la population, s'embarquent sur le navire de guerre français La Mouette pour se rendre en exil à Rome, invités du pape. Lorsque La Mouette est hors du port, les batteries de Gaëte tirent vingt coups de canon pour saluer le roi qui part en exil et depuis la terre, on entend la cri des soldats siciliens « viva il re! ». 
C'est seulement après le départ du roi que le général Cialdini prend possession de toute la place-forte et fait hisser le drapeau tricolore.

## Exil et mort

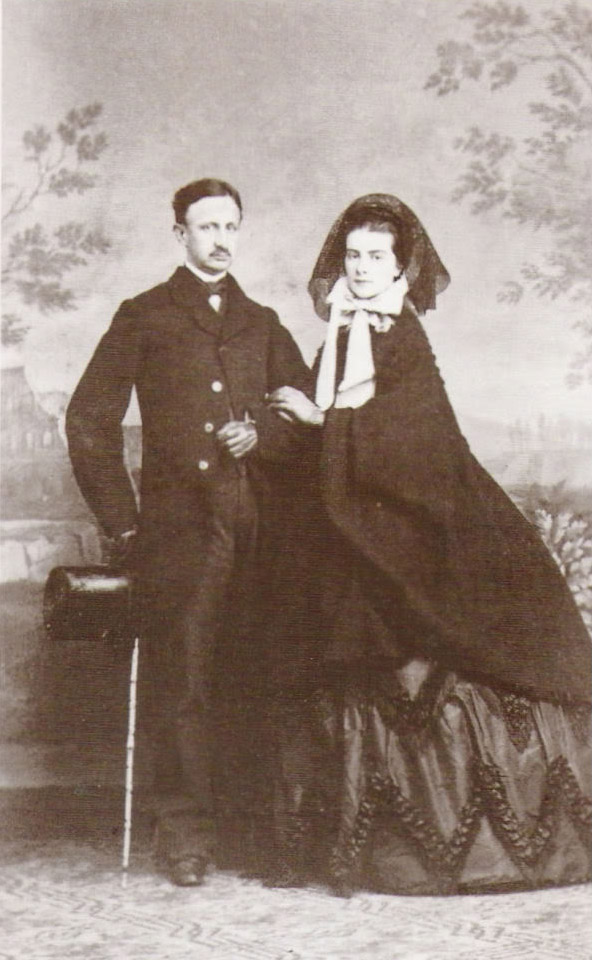
François II et Marie-Sophie en exil, en 1865.

Réfugié dans la forteresse de Gaëte où son épouse est l'âme de la résistance, François II est contraint de capituler le 13 février 1861. Après l'échec de l'expédition du général Borjes (it) et de la résistance du peuple lucanien conduite par les aventuriers Carmine Crocco et Ninco Nanco, le couple se retire à Rome sous la protection du pape Pie IX. 
Le 17 mars 1861, Victor-Emmanuel II est proclamé roi d'Italie, conservant le chiffre « II ». Le royaume de Sardaigne change son nom en royaume d'Italie.
Les officiers siciliens qui refusent de prêter serment au nouveau roi Victor-Emmanuel et restent fidèles à François II sont déportés vers des camps de prisonniers à Alexandrie, San Maurizio Canavese et au fort de Fenestrelle, le plus connu de ces camps, où la plupart des captifs meurent de faim ou de maladie,. D'autres soldats réussissent à prendre le maquis et continuent à se battre pour l'indépendance des Deux-Siciles en s'unissant aux brigands.
Depuis Rome, François II dirige un gouvernement en exil, soutenu par le pape et par les puissances étrangères en guerre contre les indépendantistes italiens, notamment par l'Empire austro-hongrois dirigé par l'empereur François-Joseph, son beau-frère. Soutenue par sa sœur aînée, la reine Marie-Sophie songe à faire venir près d'elle leur sœur cadette Mathilde et, pour ce faire, organise le mariage de cette dernière avec le frère cadet de son mari, Louis, comte de Trani. Ce couple n'est pas mieux assorti que le couple royal. Nonobstant, les deux sœurs sont inséparables, souvent rejointes par le reste de la fratrie, recréant l'intimité de Possi. Pour déjouer la curiosité des badauds, elles prennent l'habitude de porter les mêmes tenues. L'impératrice et leur plus jeune sœur Sophie-Charlotte, qui deviendra par mariage duchesse d'Alençon, les rejoignent parfois et se prêtent à ce jeu.
François II accepte de se faire opérer d'un phimosis permettant enfin la consommation du mariage. Le couple donne naissance en 1869, à Rome, à une fllle, Maria-Cristina-Pia qui meurt au berceau. La reine-mère et le plus jeune frère du roi, Gennaro, comte de Caltagirone, âgé de 10 ans, meurent du choléra en 1867.
Après la troisième guerre d'indépendance italienne et la guerre austro-prussienne, qui fragilisent les alliés du couple royal en exil, François II met fin au gouvernement qu'il avait instauré à Rome. Le rattachement des États pontificaux au royaume d'Italie en 1870 les oblige à trouver refuge dans différents pays d'Europe, l'Autriche, la Suisse et la France. Un des frères cadets du roi, le comte d'Agrigente qui avait épousé la fille aînée de la reine d'Espagne, déprimé par les échecs et l'exil, se suicide dans un hôtel de Lucerne en 1871. Plus tard, un autre frère, le comte de Trani, lui aussi déprimé par l'exil et une vie sans joie, sombre dans l'alcoolisme et se suicide en 1886.
En 1894, François II meurt à Arco, agréable station thermale près du lac de Garde (à l'époque en Autriche-Hongrie), où il passait depuis des années de longs mois de cure à soigner une dépression chronique. Il est enterré en l'église du Saint-Esprit des Napolitains de Rome. Ce n'est qu'en 1984 qu'il fut inhumé en la basilique Santa Chiara de Naples, nécropole des rois des Deux-Siciles.

## Évocation littéraire
« Le Roi, il le connaissait bien, du moins celui qui était mort depuis peu [Ferdinand II] ; le Roi actuel [François II] n'était qu'un séminariste habillé en général. Et, à vrai dire, il ne valait pas grand-chose. »

— Réflexion prêtée au prince Salina par Lampedusa dans Le Guépard

« Dans vos livres de classe, on vous apprend un tas de sornettes, mais la vérité est différente. Quand le roi Fransceschiello dut quitter Naples et se retirer à Gaëte, Garibaldi et ses amis avec leurs chemises rouges s'avançaient à l'attaque, tout joyeux, fiers et pleins de courage. Du haut des murs de Gaëte on tirait le canon. Mais les autres ne s'en souciaient guère. On aurait dit qu'ils allaient à la noce avec drapeaux et fanfare. Le roi Fransceschiello, qui voyait de Gaète que sa canonnade ne faisait aucun effet, pensa : ou ils sont fous, ou il y a quelque chose qui cloche. Maintenant, je vais essayer de tirer un coup de canon moi-même. Sitôt dit, sitôt fait. Il fit prendre un beau boulet, le fit introduire dans la bouche du canon et lui-même tira. Boum ! Quand ils virent tomber le boulet, Garibaldi et ses chemises rouges n'en attendirent pas un deuxième et s'enfuirent à toutes jambes, car jusque-là, on avait tiré à blanc. Garibaldi et les autres s'étaient mis d'accord [...] Quand le roi tira le coup de canon vrai, Garibaldi dit : “Ici, à Gaëte, ça ne marche plus. Mes enfants, allons à Teano”, et ainsi il s'en alla à Teano [...] Pappone, Prisco, les charretiers, les marchands se mirent tous à rire ; Garibaldi n'est pas populaire ici. »

— Récit populaire cité par Carlo Levi dans Le Christ s'est arrêté à Eboli

## Titulature et décorations

### Titulature
- 16 janvier 1836 — 22 mai 1859 : Son Altesse Royale François de Bourbon, duc de Calabre, prince des Deux-Siciles
- 22 mai 1859 — 27 décembre 1894 : Sa Majesté le roi des Deux-Siciles

### Décorations dynastiques
Empire d'Autriche
| Ordre militaire de Marie-Thérèse  | Chevalier de l'ordre militaire de Marie-Thérèse    |
| Ordre de Saint-Étienne de Hongrie | Grand-croix de l'ordre de Saint-Étienne de Hongrie |

 Royaume de Bavière
| Ordre de Saint-Hubert (Bavière) | Grand-croix de l'ordre de Saint-Hubert |

 Royaume de Belgique
| Ordre de Léopold | Grand-croix de l'ordre de Léopold (1855) |

 Empire du Brésil
| Ordre de Pierre Ier | Grand-croix de l'ordre de Pierre Ier (27 janvier 1866) |

 Royaume des Deux-Siciles
| Ordre de Saint-Janvier                                  | Grand-maître de l'illustre ordre royal de Saint-Janvier (22 mai 1859)                   |
| Ordre sacré et militaire constantinien de Saint-Georges | Grand-maître de l'ordre sacré et militaire constantinien de Saint-Georges (22 mai 1859) |
| Ordre de Saint-Ferdinand et du Mérite                   | Grand-maître de l'ordre de Saint-Ferdinand et du Mérite (22 mai 1859)                   |
| Ordre de Saint-Georges de la Réunion                    | Grand-maître de l'ordre de Saint-Georges de la Réunion (22 mai 1859)                    |
| Ordre royal de François Ier                             | Grand-maître de l'ordre royal de François Ier (22 mai 1859)                             |

 Royaume d'Espagne
| Ordre de la Toison d'or | Chevalier de l'ordre de la Toison d'or (15 juin 1844),  |
| Ordre de Charles III    | Grand-croix de l'ordre de Charles III (28 janvier 1857) |

 Duché de Parme
|  | Grand-croix de l'ordre du Mérite civil de Saint-Louis (2 avril 1869) |

 Royaume de Prusse
| Ordre de l'Aigle noir | Chevalier de l'ordre de l'Aigle noir |